# Yaksik
Yaksik hoặc yakbap (nghĩa đen là "cơm thuốc") là một thứ đồ ăn ngọt của Triều Tiên làm từ gạo nếp, và pha trộn với hạt dẻ, táo tàu, và hạt thông. Người ta dùng đường đỏ, dầu mè, nước tương, và đôi khi quế để tạo mùi vị. Đây là món ăn truyền thống trong dịp Jeongwol Daeboreum (정월 대보름), một ngày lễ của dân tộc Triều Tiên vào các ngày 15 tháng 1 âm lịch, cũng như trong các lễ cưới và lễ hội hwangap.